# Социјалистичка Совјетска Република Белорусија
Социјалистичка Совјетска Република Белорусија (блр. Сацыялiстычная Савецкая Рэспублiка Беларусь; рус. Социалистическая Советская Республика Белоруссия) била је краткотрајна држава на историјском подручју Белорусије, формирана након Октобарске револуције.

## Прво оснивање
Републику су први пут основали бољшевици у Смоленску 1. јануара 1919. године, када је Црвена армија ушла на територије са којих су се повукле немачке снаге након завршетка Првог светског рата. ССР Белорусија надокнадила је нестанак Белоруске Народне Републике, немачке марионетске државе.
ССР Белорусија обухватала је губерније Смоленск, Витебск, Могиљов, Минск, Гродно и Вилно.
Постојала је месец дана, након чега су ју бољшевици губерније Смоленск, Витбеск и Могиљов прикључили Руској СФСР, а остатак је припојен новоформираној Литванско-Белоруској ССР.

## Друго оснивање
Република је обновљена под истим именом 21. јула 1920. године. већина бољшевика се противила обнови белоруске републике, тврдећи да не постоји белоруска нација, да је белоруски језик само дијалекат руског и остало.
Након завршетка Пољско-совјетског рата, Белоруска ССР је обновљена, али на далеко мањем подручју него пре. Њена западна територија остала је у саставу Пољске, а источни део у Совјетском Савезу.